# Wolfgang Dohnberg
Wolfgang „Wolf“ Dohnberg (* 19. Juni 1898 in Riga, Russland; † 18. Mai 1959 in München) war ein deutscher Schauspieler und Theaterregisseur.

## Leben und Wirken
Dohnberg war der Sohn eines Bauingenieurs und kam schon in jungen Jahren nach Deutschland. In Berlin erlernte er unmittelbar nach dem Ersten Weltkrieg sein künstlerisches Handwerk bei Eduard von Winterstein und Ernst Legal. Dohnberg begann seine Laufbahn mit Beginn der 1920er Jahre in der Provinz (z. B. Nordhausen), erreichte nach einem Zwischenspiel an Hamburgs Kammerspielen noch im selben Jahrzehnt die Berliner Theaterwelt und war dort u. a. Mitglied der Saltenburg-Bühnen wie etwa dem Deutschen Künstlertheater. 1933 wechselte Wolf Dohnberg nach Dresden und nahm ein Engagement vom dortigen Komödienhaus an. Im Dritten Reich wechselten sich bis 1945 Beschäftigungen als Kleindarsteller beim Film (seit 1937) und Verpflichtungen an Berliner Bühnen (u. a. das dortige Komödienhaus und eine Gastspieldirektion, mit der er auf Wehrmachtsbetreuungstournee ging) miteinander ab. 
Seine Nachkriegslaufbahn startete Wolfgang Dohnberg an der winzigen Berliner Bühne Tribüne am Knie, 1948 gründete er mit Günther Huster in Bremen ein Zimmertheater. 1950 wechselte er an das Aachener Stadttheater, dessen Vorstand er in seiner Funktion als Regisseur gleichfalls angehörte. Spätere Theaterstationen waren die Kammerspiele Bremen, das Zimmer-Theater in Aachen und schließlich das Bayerische Staatsschauspiel in München. Obwohl er sein Debüt beim Nachkriegsfilm 1946 in dem wegweisenden Trümmerfilm Die Mörder sind unter uns gegeben hatte (und nebenbei auch in dem ersten Westzonen-Film, dem belanglosen Lustspiel Sag’ die Wahrheit mitgewirkt hatte), waren Dohnbergs spätere Ausflüge vor die Kamera wenig substantiell. Zuletzt wirkte er auch in einigen wenigen Fernsehspielen mit. Dohnberg, der für Radio Bremen zwischen 1947 und 1950 auch an mehreren Hörspielen mitgewirkt hatte, starb in München an einem Gehirnschlag.

## Filmografie
- 1937: Mein Sohn, der Herr Minister
- 1937: Die Warschauer Zitadelle
- 1937: Der Biberpelz
- 1938: Zwei Frauen
- 1939: Schneider Wibbel
- 1939: Renate im Quartett
- 1939: Die unheimlichen Wünsche
- 1939: Casanova heiratet
- 1940: Alarm
- 1943: Ich vertraue Dir meine Frau an
- 1943: Der unendliche Weg
- 1943: Ein Mann mit Grundsätzen?
- 1943: Liebeskomödie
- 1944: Der Mann, dem man den Namen stahl
- 1944: Solistin Anna Alt
- 1945: Peter Voß, der Millionendieb
- 1946: Die Mörder sind unter uns
- 1946: Sag’ die Wahrheit
- 1952: Mikosch rückt ein
- 1952: Der Fürst von Pappenheim
- 1957: Scampolo
- 1958: Der Engel, der seine Harfe versetzte
- 1959: Johanna aus Lothringen

## Hörspiele
- 1947: Das bist du
- 1947: Woyzeck
- 1948: Die große Katharina
- 1948: Das flandrische Weihnachtsspiel
- 1948: Der neue Mantel
- 1948: Der Raub der Mona Lisa
- 1948: Der Vorhang fällt
- 1949: Caligula
- 1949: Raskolnikow
- 1949: Leonce und Lena
- 1949: Vincent van Gogh
- 1950: Der Schnee vom Kilimandscharo

## Einzelnachweis
1. ↑  Deutsches Bühnen-Jahrbuch 1960. Nachruf S. 97

| Personendaten    | Personendaten                               |
| ---------------- | ------------------------------------------- |
| NAME             | Dohnberg, Wolfgang                          |
| ALTERNATIVNAMEN  | Dohnberg, Wolf (Spitzname)                  |
| KURZBESCHREIBUNG | deutscher Schauspieler und Theaterregisseur |
| GEBURTSDATUM     | 19. Juni 1898                               |
| GEBURTSORT       | Riga, Russland                              |
| STERBEDATUM      | 18. Mai 1959                                |
| STERBEORT        | München                                     |